# Jazz Kamikaze
JazzKamikaze är en skandinavisk jazzgrupp som spelar modern och energisk jazz fusion. Gruppen bildades år 2005 med målet att vinna tävlingen Young Jazz, vilket de också gjorde. Senare samma år vann de också Young Nordic Jazz Comets. Under Getxo Festival i Spanien 2006 fick de publikens utmärkelser "Best Group" och "Best Soloist" (saxofonisten Marius Neset).

## Medlemmar
| Namn                  | Land    | Instrument                  |
| --------------------- | ------- | --------------------------- |
| Morten Schantz        | Danmark | piano, sång                 |
| Marius Neset          | Norge   | tenorsaxofon, sopransaxofon |
| Anton Eger            | Sverige | trummor                     |
| Daniel Heløy Davidsen | Norge   | elgitarr                    |
| Kristor Brødsgaard    | Danmark | kontrabas                   |

## Diskografi
Studioalbum
- Mission 1 – 2005
- Travelling at the Speed of Sound – 2006
- Emerging Pilots – 2008
- The Revolution's in Your Hands – 2009
- Supersonic Revolutions – 2010
- The Return of JazzKamikaze – 2012
- Level – 2017